# Poção
Poção – miasto i gmina w Brazylii, w stanie Pernambuco, w mezoregionie Sertão Pernambucano, w mikroregionie Pajeú. Według Brazylijskiego Instytutu Geograficzno-Statystycznego, 2016 roku miejscowość liczyła 11 266 mieszkańców.